# Olympische Sommerspiele 2004/Rudern – Einer (Frauen)
Der Ruderwettbewerb im Einer der Frauen bei den Olympischen Spielen 2004 in Athen wurde vom 14. bis zum 21. August 2004 im Schinias Olympic Rowing and Canoeing Centre ausgetragen. 24 Athletinnen in 24 Booten traten an.
Der Wettbewerb, der über die olympische Ruderdistanz von 2000 Metern ausgetragen wurde, begann mit vier Vorläufen mit jeweils sechs Mannschaften. Die jeweils erstplatzierten Ruderinnen der Vorläufe qualifizierten sich für das Halbfinale A/B, während die verbleibenden 20 Boote in den Hoffnungslauf gingen. In den vier Hoffnungsläufen qualifizierten sich die erst- und zweitplatzierten Ruderinnen ebenfalls für das Halbfinale A/B, während die verbliebenen 12 Ruderinnen in das Halbfinale C/D gingen.
In den beiden Halbfinalläufen A/B qualifizierten sich die ersten drei Ruderinnen für das Finale A, die anderen drei gingen in das Finale B. In den beiden Läufen des Halbfinals C/D gelangten die ersten drei Ruderinnen ins Finale C, während Platz 4 bis 6 ins Finale D kamen. Im Finale am 21. August kämpften die besten sechs Ruderinnen um olympische Medaillen.
Die jeweils qualifizierten Ruderinnen sind hellgrün unterlegt.
Die drei Medaillengewinnerinnen der Olympischen Spiele 2000 in Sydney Kazjaryna Karsten, Rumjana Nejkowa und Katrin Rutschow-Stomporowski gewannen auch in Athen die drei Medaillen. Bei den drei Weltmeisterschaften dazwischen gewannen die drei 8 von 9 möglichen Medaillen im Einer der Frauen. Dabei konnte jede im Duell dieser drei Ruderinnen mal gewinnen. Kazjaryna Karsten war die amtierende Olympiasiegerin, Katrin Rutschow-Stomporowski die Weltmeisterin 2001 und Rumjana Nejkowa Weltmeisterin 2002 und 2003. Zusätzlich mischte sich im Vorlauf Mirka Knapková unter die Favoriten, indem sie ihren Vorlauf in olympischer Bestzeit gewann und damit schneller war als die anderen drei Ruderinnen. Bereits im Halbfinale unterlag die Tschechin aber Katrin Rutschow-Stomporowski deutlich. Im anderen Halbfinale gewann Kazjaryna Karsten mit gerade einmal 15/100 Sekunden gegen Rumjana Nejkowa. Im Finale zeigte sich dann das gleiche Bild. Katrin Rutschow-Stomporowski gewann deutlich, während Kazjaryna Karsten und Rumjana Nejkowa sich lange einen engen Kampf lieferten, den Kazjaryna Karsten dann knapp für sich entscheiden konnte. Mirka Knapková lag auf der ersten Streckenhälfte noch auf einem Medaillenplatz, konnte dann aber dem Tempo der anderen drei Ruderinnen wieder nicht folgen und lag am Ende zwei Sekunden hinter Rumjana Nejkowa auf Platz vier.

## Titelträger
| Olympiasiegerin | Kazjaryna Karsten | Sydney 2000  |
| Weltmeisterin   | Rumjana Nejkowa   | Mailand 2003 |

## Vorläufe
Samstag, 14. August 2004
- Qualifikationsnormen: Platz 1 -> Halbfinale A/B, ab Platz 2 -> Hoffnungslauf

### Vorlauf 1
| Platz | Bahn | Nation      | Athletin                     | Zeit (min) | Qualifikation  |
| ----- | ---- | ----------- | ---------------------------- | ---------- | -------------- |
| 1     | 3    | Deutschland | Katrin Rutschow-Stomporowski | 7:35,20    | Halbfinale A/B |
| 2     | 6    | Schweiz     | Carolina Lüthi               | 7:49,88    | Hoffnungslauf  |
| 3     | 4    | Niederlande | Femke Dekker                 | 7:55,50    | Hoffnungslauf  |
| 4     | 2    | Paraguay    | Rocio Rivarola               | 8:03,85    | Hoffnungslauf  |
| 5     | 5    | Südkorea    | Lee Yun-hui                  | 8:04,48    | Hoffnungslauf  |
| 6     | 1    | Ägypten     | Doaa Moussa                  | 8:26,87    | Hoffnungslauf  |

### Vorlauf 2
| Platz | Bahn | Nation      | Athletin          | Zeit (min) | Qualifikation  |
| ----- | ---- | ----------- | ----------------- | ---------- | -------------- |
| 1     | 4    | Tschechien  | Mirka Knapková    | 7:25,23 OR | Halbfinale A/B |
| 2     | 3    | Neuseeland  | Sonia Waddell     | 7:36,15    | Hoffnungslauf  |
| 3     | 2    | Chile       | Soraya Jadué      | 7:58,28    | Hoffnungslauf  |
| 4     | 6    | Argentinien | Analía Marín      | 8:01,56    | Hoffnungslauf  |
| 5     | 1    | Indonesien  | Pere Karoba       | 8:04,76    | Hoffnungslauf  |
| 6     | 5    | Tunesien    | Ibtissem Trimèche | 8:15,87    | Hoffnungslauf  |

### Vorlauf 3
| Platz | Bahn | Nation             | Athletin             | Zeit (min) | Qualifikation  |
| ----- | ---- | ------------------ | -------------------- | ---------- | -------------- |
| 1     | 4    | Belarus            | Kazjaryna Karsten    | 7:45,22    | Halbfinale A/B |
| 2     | 3    | Vereinigte Staaten | Jennifer Devine      | 7:55,15    | Hoffnungslauf  |
| 3     | 2    | China              | Mu Suli              | 7:58,92    | Hoffnungslauf  |
| 4     | 5    | Brasilien          | Fabiana Beltrame     | 8:02,89    | Hoffnungslauf  |
| 5     | 1    | Thailand           | Phuttharaksa Neegree | 8:24,03    | Hoffnungslauf  |
| 6     | 6    | Usbekistan         | Jelena Ussarowa      | 8:32,56    | Hoffnungslauf  |

### Vorlauf 4
| Platz | Bahn | Nation            | Athletin                   | Zeit (min) | Qualifikation  |
| ----- | ---- | ----------------- | -------------------------- | ---------- | -------------- |
| 1     | 3    | Bulgarien         | Rumjana Nejkowa            | 7:35,66    | Halbfinale A/B |
| 2     | 4    | Russland          | Irina Michailowna Fedotowa | 7:51,71    | Hoffnungslauf  |
| 3     | 1    | Schweden          | Frida Svensson             | 7:54,29    | Hoffnungslauf  |
| 4     | 2    | Spanien           | Nuria Domínguez            | 7:55,60    | Hoffnungslauf  |
| 5     | 5    | Mexiko            | Martha García Mayo         | 8:07,32    | Hoffnungslauf  |
| 6     | 6    | Chinesisch Taipeh | Chiang Chien Ju            | 8:15,86    | Hoffnungslauf  |

## Hoffnungsläufe
Dienstag, 17. August 2004
- Qualifikationsnormen: Platz 1-2 -> Halbfinale A/B, ab Platz 3 -> Halbfinale C/D

### Hoffnungslauf 1
| Platz | Bahn | Nation    | Athletin           | Zeit (min) | Qualifikation  |
| ----- | ---- | --------- | ------------------ | ---------- | -------------- |
| 1     | 5    | Mexiko    | Martha García Mayo | 7:35,55    | Halbfinale A/B |
| 2     | 4    | Chile     | Soraya Jadué       | 7:37,06    | Halbfinale A/B |
| 3     | 3    | Schweiz   | Carolina Lüthi     | 7:37,90    | Halbfinale C/D |
| 4     | 2    | Brasilien | Fabiana Beltrame   | 7:48,74    | Halbfinale C/D |
| 5     | 1    | Ägypten   | Doaa Moussa        | 8:16,57    | Halbfinale C/D |

### Hoffnungslauf 2
| Platz | Bahn | Nation     | Athletin          | Zeit (min) | Qualifikation  |
| ----- | ---- | ---------- | ----------------- | ---------- | -------------- |
| 1     | 3    | Neuseeland | Sonia Waddell     | 7:27,92    | Halbfinale A/B |
| 2     | 4    | Spanien    | Nuria Domínguez   | 7:40,31    | Halbfinale A/B |
| 3     | 2    | China      | Mu Suli           | 7:48,09    | Halbfinale C/D |
| 4     | 5    | Tunesien   | Ibtissem Trimèche | 7:56,19    | Halbfinale C/D |
| 5     | 1    | Südkorea   | Lee Yun-hui       | 7:59,53    | Halbfinale C/D |

### Hoffnungslauf 3
| Platz | Bahn | Nation             | Athletin        | Zeit (min) | Qualifikation  |
| ----- | ---- | ------------------ | --------------- | ---------- | -------------- |
| 1     | 2    | Schweden           | Frida Svensson  | 7:35,35    | Halbfinale A/B |
| 2     | 3    | Vereinigte Staaten | Jennifer Devine | 7:35,91    | Halbfinale A/B |
| 3     | 1    | Indonesien         | Pere Karoba     | 7:54,17    | Halbfinale C/D |
| 4     | 4    | Paraguay           | Rocio Rivarola  | 7:57,77    | Halbfinale C/D |
| 5     | 5    | Usbekistan         | Jelena Ussarowa | 8:06,11    | Halbfinale C/D |

### Hoffnungslauf 4
| Platz | Bahn | Nation            | Athletin                   | Zeit (min) | Qualifikation  |
| ----- | ---- | ----------------- | -------------------------- | ---------- | -------------- |
| 1     | 3    | Russland          | Irina Michailowna Fedotowa | 7:35,83    | Halbfinale A/B |
| 2     | 4    | Niederlande       | Femke Dekker               | 7:39,84    | Halbfinale A/B |
| 3     | 1    | Chinesisch Taipeh | Chiang Chien Ju            | 7:48,36    | Halbfinale C/D |
| 4     | 2    | Argentinien       | Analía Marín               | 7:51,94    | Halbfinale C/D |
| 5     | 5    | Thailand          | Phuttharaksa Neegree       | 7:53,52    | Halbfinale C/D |

## Halbfinale
Mittwoch, 18. August 2004

### Halbfinale A/B
- Qualifikationsnormen: Plätze 1-3 -> Finale A, ab Platz 4 -> Finale B

#### Halbfinale A/B 1
| Platz | Bahn | Nation      | Athletin                     | Zeit (min) | Qualifikation |
| ----- | ---- | ----------- | ---------------------------- | ---------- | ------------- |
| 1     | 4    | Deutschland | Katrin Rutschow-Stomporowski | 7:30,82    | Finale A      |
| 2     | 3    | Tschechien  | Mirka Knapková               | 7:36,73    | Finale A      |
| 3     | 1    | Spanien     | Nuria Domínguez              | 7:43,59    | Finale A      |
| 4     | 5    | Russland    | Irina Michailowna Fedotowa   | 7:45,43    | Finale B      |
| 5     | 2    | Schweden    | Frida Svensson               | 7:53,83    | Finale B      |
| 6     | 6    | Chile       | Soraya Jadué                 | 8:16,21    | Finale B      |

#### Halbfinale A/B 2
| Platz | Bahn | Nation             | Athletin           | Zeit (min) | Qualifikation |
| ----- | ---- | ------------------ | ------------------ | ---------- | ------------- |
| 1     | 4    | Belarus            | Kazjaryna Karsten  | 7:31,91    | Finale A      |
| 2     | 3    | Bulgarien          | Rumjana Nejkowa    | 7:32,06    | Finale A      |
| 3     | 5    | Neuseeland         | Sonia Waddell      | 7:42,00    | Finale A      |
| 4     | 6    | Vereinigte Staaten | Jennifer Devine    | 7:53,65    | Finale B      |
| 5     | 2    | Mexiko             | Martha García Mayo | 8:04,83    | Finale B      |
| 6     | 1    | Niederlande        | Femke Dekker       | 8:10,76    | Finale B      |

### Halbfinale C/D
- Qualifikationsnormen: Plätze 1-3 -> Finale C, ab Platz 4 -> Finale D

#### Halbfinale C/D 1
| Platz | Bahn | Nation      | Athletin       | Zeit (min) | Qualifikation |
| ----- | ---- | ----------- | -------------- | ---------- | ------------- |
| 1     | 4    | Schweiz     | Carolina Lüthi | 7:47,33    | Finale C      |
| 2     | 3    | China       | Mu Suli        | 7:48,54    | Finale C      |
| 3     | 5    | Argentinien | Analía Marín   | 7:58,07    | Finale C      |
| 4     | 1    | Südkorea    | Lee Yun-hui    | 8:03,01    | Finale D      |
| 5     | 2    | Paraguay    | Rocio Rivarola | 8:05,92    | Finale D      |
| 6     | 6    | Ägypten     | Doaa Moussa    | 8:22,45    | Finale D      |

#### Halbfinale C/D 2
| Platz | Bahn | Nation            | Athletin             | Zeit (min) | Qualifikation |
| ----- | ---- | ----------------- | -------------------- | ---------- | ------------- |
| 1     | 5    | Brasilien         | Fabiana Beltrame     | 8:00,89    | Finale C      |
| 2     | 3    | Chinesisch Taipeh | Chiang Chien Ju      | 8:05,71    | Finale C      |
| 3     | 4    | Indonesien        | Pere Karoba          | 8:09,21    | Finale C      |
| 4     | 2    | Tunesien          | Ibtissem Trimèche    | 8:14,73    | Finale D      |
| 5     | 6    | Thailand          | Phuttharaksa Neegree | 8:17,13    | Finale D      |
| 6     | 1    | Usbekistan        | Jelena Ussarowa      | 8:34,04    | Finale D      |

## Finale

### A-Finale
Samstag, 21. August 2004, 8:30 Uhr MESZ

Anmerkung: zur Ermittlung der Plätze 1 bis 6
| Platz | Bahn | Nation      | Athletin                     | Zeit (min) |
| ----- | ---- | ----------- | ---------------------------- | ---------- |
| 1     | 4    | Deutschland | Katrin Rutschow-Stomporowski | 7:18,12 OR |
| 2     | 3    | Belarus     | Kazjaryna Karsten            | 7:22,04    |
| 3     | 2    | Bulgarien   | Rumjana Nejkowa              | 7:23,10    |
| 4     | 5    | Tschechien  | Mirka Knapková               | 7:25,14    |
| 5     | 6    | Neuseeland  | Sonia Waddell                | 7:31,66    |
| 6     | 1    | Spanien     | Nuria Domínguez              | 7:49,11    |

### B-Finale
Donnerstag, 19. August 2004, 10:10 Uhr MESZ

Anmerkung: zur Ermittlung der Plätze 7 bis 12
| Platz | Bahn | Nation             | Athletin                   | Zeit (min) |
| ----- | ---- | ------------------ | -------------------------- | ---------- |
| 7     | 4    | Russland           | Irina Michailowna Fedotowa | 7:29,04    |
| 8     | 5    | Schweden           | Frida Svensson             | 7:32,02    |
| 9     | 3    | Vereinigte Staaten | Jennifer Devine            | 7:33,69    |
| 10    | 1    | Niederlande        | Femke Dekker               | 7:39,15    |
| 11    | 6    | Chile              | Soraya Jadué               | 7:42,76    |
| 12    | 2    | Mexiko             | Martha García Mayo         | 7:43,44    |

### C-Finale
Donnerstag, 19. August 2004, 11:20 Uhr MESZ

Anmerkung: zur Ermittlung der Plätze 13 bis 18
| Platz | Bahn | Nation            | Athlet           | Zeit (min) |
| ----- | ---- | ----------------- | ---------------- | ---------- |
| 13    | 2    | China             | Mu Suli          | 7:39,64    |
| 14    | 4    | Brasilien         | Fabiana Beltrame | 7:43,38    |
| 15    | 3    | Schweiz           | Carolina Lüthi   | 7:44,11    |
| 16    | 6    | Indonesien        | Pere Karoba      | 7:47,92    |
| 17    | 5    | Chinesisch Taipeh | Chiang Chien Ju  | 7:49,13    |
| 18    | 1    | Argentinien       | Analía Marín     | DNF        |

### D-Finale
Donnerstag, 19. August 2004, 11:40 Uhr MESZ

Anmerkung: zur Ermittlung der Plätze 19 bis 24
| Platz | Bahn | Nation     | Athlet               | Zeit (min) |
| ----- | ---- | ---------- | -------------------- | ---------- |
| 19    | 4    | Tunesien   | Ibtissem Trimèche    | 7:51,21    |
| 20    | 3    | Südkorea   | Lee Yun-hui          | 7:53,33    |
| 21    | 5    | Paraguay   | Rocio Rivarola       | 7:57,36    |
| 22    | 2    | Thailand   | Phuttharaksa Neegree | 8:00,44    |
| 23    | 6    | Usbekistan | Jelena Ussarowa      | 8:09,92    |
| 24    | 1    | Ägypten    | Doaa Moussa          | 8:34,80    |